# Halbmondlager

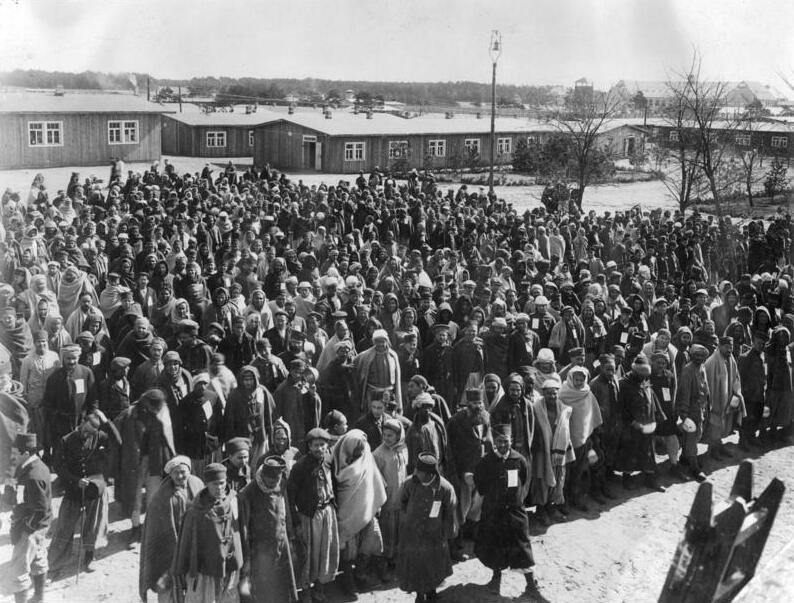
Kriegsgefangene im Halbmondlager (April 1915)

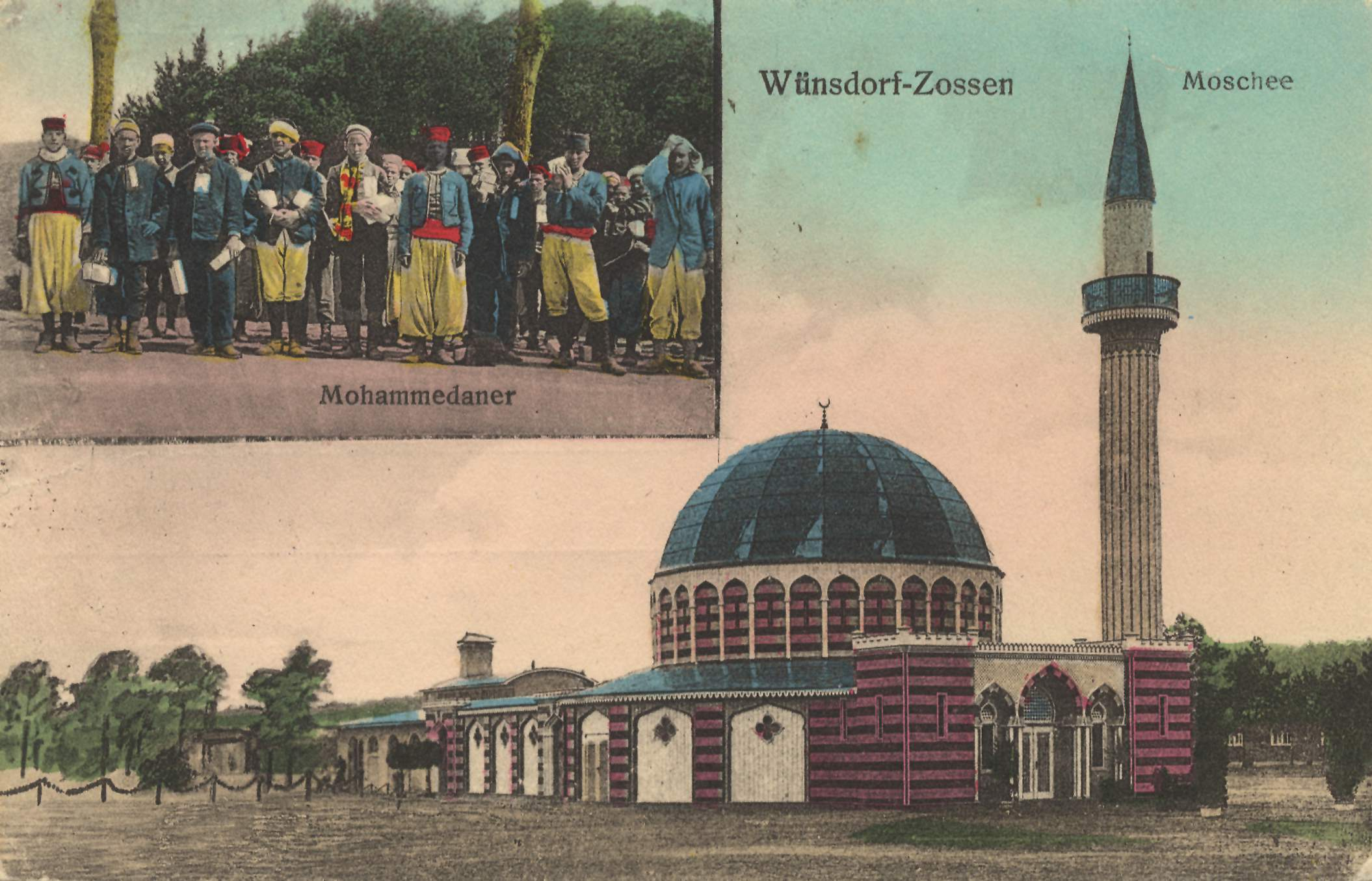
Postkarte von der Holzmoschee des Halbmondlagers

Das sogenannte Halbmondlager wurde zu Beginn des Ersten Weltkrieges in Wünsdorf bei Zossen im heutigen Landkreis Teltow-Fläming (Brandenburg) als Lager für kriegsgefangene Araber, Inder und Afrikaner aus der britischen und französischen Armee errichtet. Hier waren etwa 30.000 Kriegsgefangene interniert.

## Geschichte

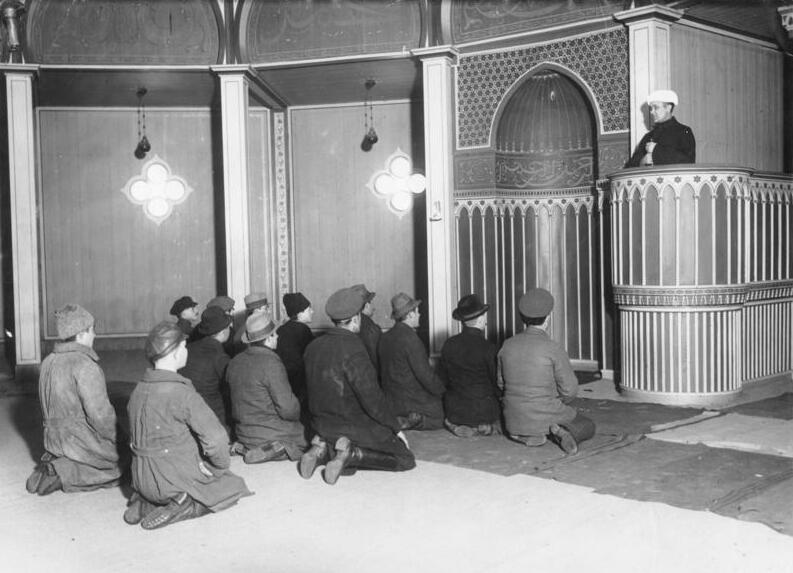
Gottesdienst in der Moschee Wünsdorf

Während des Ersten Weltkrieges war das Osmanische Reich ein Verbündeter des deutschen Kaiserreiches. Am 15. November 1914 rief der Sultan-Kalif des Osmanischen Reiches die Muslime, die als Soldaten aus den Kolonien auf Seiten Englands und Frankreichs kämpften, zum Dschihad, zum Heiligen Krieg, gegen ihre Kolonialherren auf und forderte sie auf, zu desertieren und auf die islamische Seite zu wechseln. Deutschland beteiligte sich an diesem Versuch, indem die Nachrichtenstelle für den Orient das Halbmondlager und ein vergleichbares Lager (das Weinbergelager) im nahegelegenen Ort Zossen einrichten ließ und zudem die Propagandazeitung „El Dschihad“ verteilte, um die Gefangenen zum Überlaufen und zum Kampf gegen ihre Kolonialherren zu motivieren. Wichtigstes Instrument zur Überzeugung der islamischen Gefangenen war jedoch die Förderung der Ausübung islamischer Praktiken in diesen Lagern. So wurde etwa der Ramadan geachtet, indem zu dieser Zeit die Verpflegungsrationen erst nach Sonnenuntergang ausgegeben wurden. Am 13. Juli 1915 wurde zudem im Halbmondlager auf Wunsch des Muftis von Istanbul die erste tatsächlich zur Religionsausübung gedachte Moschee auf deutschem Boden ihrer Bestimmung übergeben. Die Moschee Wünsdorf war aus Holz errichtet, sie musste 1924 infolge Baufälligkeit geschlossen werden und wurde 1925/26 abgerissen. Im Halbmondlager waren zudem auch Hindus und Sikhs untergebracht. Des Weiteren kooperierte die Nachrichtenstelle mit dem Berliner Indian Independence Committee, unter anderem in der Herausgabe der propagandistischen Lagerzeitung "Hindostan". Allerdings bleibt umstritten, zu wie vielen Überläufern diese Strategie tatsächlich geführt hat.
Für die 206 in der Kriegsgefangenschaft verstorbenen indischen Kriegsgefangenen wurde 2005 in der Ortswüstung des ehemaligen Zehrensdorf nahe Wünsdorf der Zehrensdorf Indian Cemetery nach eingehenden Renovierungsmaßnahmen neu eingeweiht.

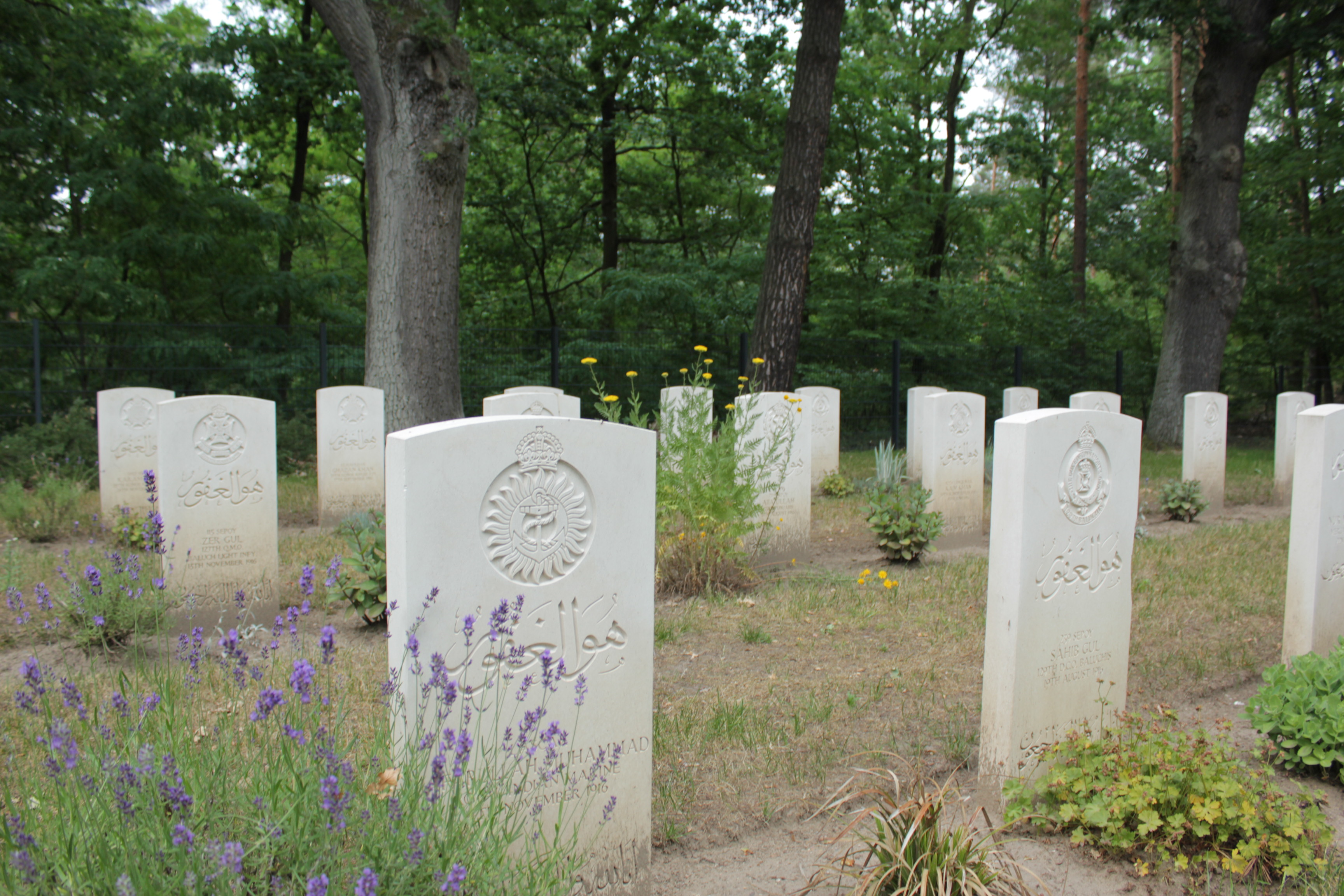
Friedhof Halbmondlager

## Studien deutscher Künstler und Wissenschaftler im Lager
Verschiedene deutsche Ethnologen, Musikwissenschaftler wie Robert Lachmann oder Sprachwissenschaftler wie Wilhelm Doegen nutzten die „praktische Gelegenheit“ und erforschten die Kulturen und Sprachen der im Halbmondlager gefangen gehaltenen Menschen. Soweit bekannt, geschah dies auf freiwilliger Basis.
Im Sommer 1916 saßen dem Berliner Maler Hans Looschen mehrere Gefangene aus Nordafrika Modell. In derselben Zeit entstand die Mappe Kriegsgefangene mit Lithografien afrikanischer Gefangener des Malers Hermann Struck.
Das Lautarchiv der Humboldt-Universität zu Berlin enthält 193 Tonaufnahmen mit 282 Titeln, die auf im Halbmondlager internierte Kriegsgefangene aus Südasien zurückgehen. Von Oktober 2014 bis 2015 präsentierte das Museum Europäischer Kulturen in Berlin-Dahlem eine Ausstellung mit Fotografien und Tonaufnahmen aus dem Lager unter dem Titel 'Phonographierte Klänge – photographierte Momente'.

## Film und Fotografie
Im 1916 erschienenen Fotobuch Unsere Feinde. 96 Charakterköpfe aus deutschen Kriegsgefangenenlagern publizierte das Mitglied der Lagerkommandantur Otto Stiehl seine Fotografien von afrikanischen, asiatischen und auch europäischen Gefangenen im Lager.
1918 diente das Lager als Kulisse für den antifranzösischen Film Der Gefangene von Dahomey der Deutschen Kolonial-Film GmbH (Regie: Hubert Moest). Kriegsgefangene übernahmen die Rolle französischer Kolonialsoldaten; der deutsche Protagonist wurde im Film mit einer vom Berliner Völkerkundemuseum zur Verfügung gestellten Nilpferdpeitsche misshandelt.
1919 wird in der Messter Wochenschau (KW 38) in 50-sekündiger Beitrag über das Halbmondlager gesendet. Nach dem Titel Berlin-Wünsdorf: Jahresfest der in Deutschland lebenden Mohammedanner folgt eine Filmaufnahmen betender Muslime in etlichen Reihen mit den dahinterliegenden Wohnbaracken, ehe nach einem Schnitt aus der Vogelperspektive entgegen der Qibla von den betenden Männern nach oben geschwenkt wird und so der Beitrag mit einer vollständigen Aufnahme der dahinterliegenden Moschee mit einer gehissten Flagge des osmanischen Reichs am Minarett endet. Der Beitrag ist über die Filmarchiv des Bundesarchivs frei abrufbar.
2007 kam der Film The Halfmoon Files von Philip Scheffner in die Kinos, der Bild- und Tonaufnahmen aus dem Halbmondlager, die im Rahmen dieser Studien zur Zeit des Ersten Weltkrieges gemacht wurden, zur Grundlage hat.